# Бистри
Бистри (Бистре, пол. Bystre) — село в Польщі, у гміні Ботьки Більського повіту Підляського воєводства. Населення — 100 осіб (2011).

## Історія
Перша згадка про бистрянський двір датується 1592 роком.
У 1975—1998 роках село належало до Білостоцького воєводства.

## Демографія
Демографічна структура станом на 31 березня 2011 року:
|          | Загалом | Допрацездатний вік | Працездатний вік | Постпрацездатний вік |
| -------- | ------- | ------------------ | ---------------- | -------------------- |
| Чоловіки | 48      | 10                 | 31               | 7                    |
| Жінки    | 52      | 12                 | 21               | 19                   |
| Разом    | 100     | 22                 | 52               | 26                   |

## Особистості

### Народилися
- Юрій Трачук, український поет[2].